# 戴逵
戴 逵（たい き、326年 - 396年）は、中国東晋の画家・彫塑家・文人。字は安道。本貫は譙国銍県。弟は戴逯。子は戴勃・戴顒。

## 伝記
豫章にいた時に術士の范宣に師事し、その姪をめとっている。後に会稽郡剡県に移住し常に礼節を以て身を持し、放恣になることを戒めていた。博学で文を善くし、琴・書・画をはじめとして諸芸をきわめた。東晋の孝武帝は散騎常侍や国子博士に任命するといって何度も招いたが、戴逵は応じようとしなかった。孝武帝が束縛を強めようとしたので呉国に逃げ、呉国内史の王珣に保護され、会稽内史の謝玄の計らいで剡県に帰る。王珣が尚書僕になった時に上疏して国子祭酒・散騎常侍に推挙したが、またも応じようとしなかった。著書に『戴逵集』9巻がある。書画は現存していない。

## 逸話・評価
童子の頃、瓦の屑と鶏卵を混ぜて小さな「鄭玄の碑」を作り、その文の美と書の精を称えられたという。十歳くらいの時に瓦棺寺で描いた画を見た王長史という人は「この子は絵がうまいというだけでなく将来大きな名声を上げるだろう。自分でそれを見ることができないのが恨めしい」と。南朝斉の謝赫は戴逵の画を評し「情韻綿密、風趣巧抜」という。権力者に屈しないだけの気骨があり、太宰・武陵王司馬晞が琴の腕前を聞いて召そうとした時は、使いの面前で琴を打ちこわし「戴安道は王門の伶人とはならない」と言った。謝安が初めて戴逵と会った時、謝安は相手を軽く見て琴と書を論ずるだけにしたが、戴逵がその無礼を咎めることなく論ずるところが精妙であるのを聞いて謝安はその人物の大きさに服したという。